# 金大车
金大车（1491年—1536年），字子有，号方山。明朝詩人。金大车的先世是麦加人，后居永平府（今河北省卢龙），明太祖赐姓金，金大車高祖金洵遷居到江宁縣（今南京），後代为江宁人。父金贤，字士希，号东原，弘治十五年（1502年）进士。金大車少年才华横溢，向顾璘学诗，和陈凤、谢少南等文会，诗作得到好友的推崇。嘉靖四年（1525年）南直隶乡试中举。后连续四次参加会试，但接連落榜，终生未仕。最后家境贫困，只得依靠妻族，在旅途中病逝。
金大车以五言见长，钱谦益在《列朝诗集》丁集第七中说：“子有诗法襄阳随州”。作有《子有集》、《方山遗稿》。弟弟金大舆。